# Age of Empires II: The Age of Kings
| Системные требования   | Системные требования        | Системные требования        |
| ---------------------- | --------------------------- | --------------------------- |
|                        | Рекомендации                |                             |
| ПК (Microsoft Windows) |                             |                             |
| ОС                     | Windows 95, 98              | Windows 95, 98              |
| ЦПУ                    | Pentium 166 МГц             | Pentium 166 МГц             |
| Объём ОЗУ              | 32 Мб                       | 32 Мб                       |
| Место на диске         | 300 Мб                      | 300 Мб                      |
| Дисплей                | 640x480, 800x600, 1280x1024 | 640x480, 800x600, 1280x1024 |

| Системные требования HD | Системные требования HD           | Системные требования HD           |
| ----------------------- | --------------------------------- | --------------------------------- |
|                         | Рекомендации                      |                                   |
| ПК (Microsoft Windows)  |                                   |                                   |
| ОС                      | Windows XP, Vista, 7, 8           | Windows XP, Vista, 7, 8           |
| ЦПУ                     | 1.2 ГГц                           | 1.2 ГГц                           |
| Объём ОЗУ               | 1 Гб                              | 1 Гб                              |
| Место на диске          | 2 Гб                              | 2 Гб                              |
| Видеокарта              | С поддержкой Direct X 9.0c и выше | С поддержкой Direct X 9.0c и выше |
| Дисплей                 | 900x600 и больше                  | 900x600 и больше                  |
| Сеть                    | Только через Steam                | Только через Steam                |

Age of Empires II: The Age of Kings (рус. Эпоха империй II: Эпоха королей) — видеоигра в жанре стратегия в реальном времени, разработанная Ensemble Studios и выпущенная Microsoft. Является второй игрой из серии Age of Empires. Была выпущена в 1999 году, а год спустя увидело свет дополнение The Conquerors, содержащее новые сюжетные линии, игровые цивилизации и усовершенствованный игровой процесс.
События оригинальной The Age of Kings происходят в средних веках, а количество доступных для игры цивилизаций равняется 13. Игроку требуется собирать ресурсы, отстраивать города и создавать армии, при помощи которых он должен одолевать противников. Имеется пять кампаний, основанных на исторических событиях, в которых игрокам ставятся определённые условия, связанные с сюжетом и необходимые для победы. Помимо них, имеется три дополнительных режима одиночной игры, а также мультиплеер.
9 июня 2019 года было анонсировано, а 14 ноября 2019 официально выпущено второе переиздание игры под названием Age of Empires II: Definitive Edition. Оно включает в себя перерисованную графику в разрешении Ultra HD 4K, записанный заново саундтрек, а также дополнение The Last Khans с 3 новыми кампаниями.

## Игровой процесс
Действие игры происходит в реальном мире, условно охватывая период Средневековья, начиная с падения Римской империи и заканчивая Эпохой Возрождения. Игрок управляет одной из 16 (со всеми дополнениями — 37) представленных народностей, добывая ресурсы и отстраивая поселения с помощью рабочих, развивает экономику, изучает новые технологии и создаёт армию. Основная цель игры — уничтожить своих соперников, которые параллельно развивают свою цивилизацию на близлежащей территории.
В игре присутствует довольно развитая экономическая система. Имеются 4 вида ресурсов — древесина, пища, золото и камень.
Древесина используется в основном для постройки зданий, создания лучников, осадных орудий, флота, а также для постройки ферм, которые в свою очередь производят пищу. Добывается он путём рубки деревьев и складирования на ближайшей лесопилке. Большинство карт имеют более чем достаточное количество этого ресурса, причём рассредоточен он по карте относительно равномерно.
Пища — пожалуй, самый востребованный ресурс в игре. Она необходима для постройки рабочих, для создания пехоты и конницы, для большинства апгрейдов для войск. Также очень большое количество пищи требуется для перехода в вышестоящие эпохи — ключевых апгрейдов, необходимых для создания зданий и юнитов нового типа. Добываться может многими способами. На начальных этапах игры в основном добывается путём охоты на различных животных (овцы, олени, кабаны), путём собирательства (ягодные кусты), также путём рыбалки при наличии на карте водоемов с рыбой. Рыбалка может вестись крестьянами у берега, либо на глубоководье с помощью рыбацких судов. На более поздних этапах эти ресурсы начинают иссякать, а пищи требуется все больше. Так игрок плавно переходит к постройке ферм, которые в достаточном количестве обеспечивают полностью автоматизированный и постоянный прирост этого ресурса.
Золото необходимо в основном для создания самых мощных боевых юнитов, а также для высокоуровневых апгрейдов. На начальных стадиях игры играет куда более скромную роль. Может добываться из рудников, точечно расположенных по всей карте, однако этот источник быстро иссякает, и тогда между игроками возникают настоящие схватки за оставшиеся месторождения. Также может производиться за счёт сухопутной или морской торговли при наличии союзных игроков.
Камень требуется для постройки замков, башен и каменных стен. Добывается единственным способом путём разработки рабочими месторождений, расположенных на карте аналогично золотым месторождениям, но в несколько меньшем количестве.
В игре имеется возможность менять ресурсы на рынке по определенному курсу. В начале игры стоимость ресурсов примерно одинакова, на поздних этапах золото скупается игроками в обмен на пищу, лес и иногда камень, что приводит к обесцениванию этих ресурсов (инфляция).
Как правило, игра начинается с тёмных веков, когда доступными игроку являются лишь самые простые здания и юниты. Каждый игрок имеет отстроенный городской центр, не менее трёх крестьян и конного разведчика. Первоначальные задачи — разведка близлежащей территории и добыча значительного количества еды, необходимого для непрерывного создания новых рабочих и последующего перехода в феодальную эпоху. Лес добывается в меньших количествах, золото и камень — опционально. Из юнитов доступны только рабочие, ополченцы (слабая пехота, создаётся в казармах) и рыбацкие суда (в доках).
Феодальная эпоха является ключевым моментом для выбора дальнейшей стратегии развития — либо строительство армии для немедленной атаки противника, либо быстрый переход в эпоху замков. Последнее может на время поставить игрока в уязвимое положение, зато даст значительные преимущества в будущем. Из военных юнитов становятся доступны лучники, метатели копья, лёгкая кавалерия и пикинёры, также возможно улучшение ополченцев до мечников.
Основное нововведение замковой эпохи — это возможность строить дополнительные городские центры, в которых можно будет в свою очередь одновременно создавать новых рабочих. Это даёт очень мощный толчок для развития экономики, однако требует поначалу немалых вложений. Важно правильно выбрать время для вливания инвестиций в экономику и не забывать при этом об обороне и нападении.
Наконец, возможен переход в последнюю, имперскую эпоху. Этот переход чрезвычайно дорогостоящий и требует много времени, так что совершается он при уже полностью налаженной экономике. Имперская эпоха позволяет совершать самые высокоуровневые апгрейды на армию, здания и экономику. Также существует «постимперская эпоха», условно наступающая по совершении игроком всех возможных апгрейдов.
В дополнении к оригинальной игре Age of Empires II: The Conquerors, а также в двух последующих, есть карты, представляющие территории из реального мира (Скандинавия, Центральная Америка, Японское море).
В игре с несколькими игроками действует дипломатия — они могут быть союзниками, сохранять нейтралитет или вести войну.
Многопользовательский режим поддерживает до 8 игроков.

## Переиздание

### Age of Empires II HD
7 марта 2013 года Microsoft анонсировала переиздание игры в HD. Поскольку компании-разработчика оригинальной игры, Ensemble Studios, больше не существует, работу над переизданием осуществила компания Hidden Path Entertainment (разработчик Counter-Strike: Global Offensive). Эта версия игры поддерживает разрешение экрана 1920x1080 и более, а также последние версии Windows и DirectX. Графический движок игры доработан, а текстуры огня, воды и земли переработаны с учетом увеличенного разрешения. Пространству игры также добавлено динамическое освещение. Игра поддерживает функции Steam: достижения, таблица лидеров, многопользовательский режим, Steam Cloud, Steam Workshop.
В игре присутствуют все кампании из оригинальной игры, а также дополнительные кампании и особенности из дополнения The Conquerors.
Переизданная версия игры доступна эксклюзивно в Steam c 9 апреля 2013 года. Пользователям, сделавшим предварительный заказ, — с 5 апреля.
Летом 2018 года, благодаря уязвимости в защите Steam Web API, стало известно, что точное количество пользователей сервиса Steam, которые играли в игру хотя бы один раз, составляет 5 824 316 человек.
16 августа 2019 года название Steam-версии игры было изменено на Age of Empires II (2013) в связи с выходом переиздания Age of Empires II: Definitive Edition.

### Дополнения
Для «HD Edition» было выпущено три крупных DLC, содержащих дополнительные цивилизации, кампании и прочий контент. Все они доступны через Steam. Разработчиком всех дополнений является Forgotten Empires LLC при участии Skybox Labs.
The Forgotten – добавляет в игру пять цивилизаций: итальянцы, индийцы, славяне, венгры и инки; ряд кампаний:  Аларих I (первый вариант кампании, в переиздании был заменен на новую версию), Бари, Дракула, Франческо I Сфорца, Притхвирадж III, Эльдорадо (в переиздании кампания мифической страны была удалена, вместо нее появилась кампания инков под предводительством короля Пачакутека, сходств между историями нет); ряд построек, войск, улучшений, новые режимы игры, карты, улучшенный ИИ.
The African Kingdoms – второе дополнение, добавляет в игру четыре южных цивилизации: берберы, малийцы, эфиопы, португальцы; четыре кампании: за арабского полководца берберского происхождения, завоевавшего королевство вестготов, Тарика ибн Зияда, основателя империи Мали Сундиата Кейта, португальского вице-короля Индии Франсишку ди Алмейда и царицу эфиопских евреев Юдит. Добавлены юниты и технологии: бойницы (увеличивает мощность башен), поджог (увеличивает урон пехоты по зданиям), огненная галера, осадная башня, новые карты и режимы игры, интеграция с Twitch.tv.
Rise of the Rajas – третье дополнение, добавляет в игру четыре цивилизации: бирманцы, кхмеры, малайцы, вьетнамцы; четыре кампании: Байиннаун, Гаджа Мада, Ле Лой и Сурьяварман I; а также два юнита, улучшенный ИИ и режим наблюдателя.
Все эти дополнения включены по умолчанию в переиздание Age of Empires II: Definitive Edition.

## Кампании
Оригинальная игра включает пять кампаний, Age of Empires II: The Conquerors — ещё четыре.
Кампания состоит из нескольких сценариев с возрастающей сложностью. В их основе лежат события из жизни исторических персонажей. В начале кампании игрок получает некоторое количество ресурсов и юнитов. В оригинальной игре есть кампании за Уильяма Уоллеса, Жанну Д’Арк, Саладина, Чингисхана, Барбароссу. В The Conquerors добавляются кампании за Аттилу, Эль Сида и Монтесуму, а также присутствует кампания, посвящённая средневековым битвам. Дополнение The Forgotten позволяет играть за Алариха, Дракулу, прибывающую в Бари семью Наутикос, Сфорцу, ищущих Эльдорадо Писарро и де Орельяну, Притхвираджа и кампания «Битвы забытых героев». В The African Kingdoms есть кампании за Тарика ибн Зияда, Сундиату, Франсишку ди Алмейда и Юдит. Дополнение Rise of the Rajas добавляет кампании за Гаджа Маду, Сурьявармана, Байиннауна и Ле Лоя. Во втором переиздании в рамках дополнения The Last Khans созданы новые кампании за Ивайло, Тамерлана, Котяна Сутоевича и «Искусство войны», которая позволяет опробовать свои навыки игры. Также была убрана кампания «Эльдорадо», вместо неё появились миссии за Пачакути. В дополнении «Lords of the West» добавились кампании за Эдуарда Длинноногого, герцогов Бургундии и династию Готвилей

## Цивилизации
В игре изначально 13 цивилизаций: британцы, византийцы, викинги, готы, кельты, китайцы, монголы, персы, сарацины, тевтоны, турки, франки, японцы. Каждая цивилизация имеет уникального юнита (кроме викингов, которые имеют два уникальных юнита), уникальную технологию (у готов две технологии) и несколько уникальных бонусов.
В Age of Empires II: The Conquerors добавлены 5 цивилизаций (ацтеки, гунны, испанцы, корейцы, майя).
В Age of Empires II HD: The Forgotten добавлены 5 цивилизаций (венгры, индийцы, инки, итальянцы, славяне).
В Age of Empires II HD: The African Kingdoms добавлены 4 цивилизации (берберы, малийцы, эфиопы, португальцы).
В Age of Empires II HD: Rise of the Rajas добавлены 4 цивилизации (бирманцы, кхмеры, малайцы, вьетнамцы).
В Age of Empires II Definitive Edition: The Last Khans добавлены 4 цивилизации (болгары, половцы, литовцы, татары).
В Age of Empires II Definitive Edition: Lords of The West добавлены 2 цивилизации (бургундцы и сицилийцы).
В Age of Empires II Definitive Edition: Dawn of the Dukes добавлены 2 цивилизации (поляки и чехи).
В Age of Empires II Definitive Edition: Dynasties of India добавлены 3 цивилизации (бенгальцы, гурджары и дравиды).
В Age of Empires II Definitive Edition: Return of Rome добавлена 1 цивилизация (римляне).
В Age of Empires II Definitive Edition: The Mountain Royals добавлены 2 цивилизации (грузины и армяне).

## Технологии
Дерево технологий в игре более сложное, чем в первой части. Чтобы воспользоваться технологией, игрок должен сначала построить здание. В каждом здании можно разработать технологию за определённую цену. После разработки технологии появляется более широкий выбор юнитов и новых технологий. Благодаря технологиям можно развить юниты, крестьян и здания. Выбор технологий шире в более высокой Эпохе. У каждой цивилизации есть уникальная технология. Например, у франков стоимость замка меньше, чем у других цивилизаций. Но есть также и недостатки: так, у персов меньшая сила атаки против осадных орудий (баллист, таранов, катапульт). Не надо забывать, что технологическое развитие базируется на экономическом развитии. Поэтому цель игры также в том, чтобы превосходить противника и в экономическом плане.

## Чудеса света и реликвии
В игре имеются небольшие предметы — реликвии, которые может подбирать только монах. (Конный монах из Age of Empires II: The Conquerors не может собирать реликвии.) Если реликвию поместить в монастырь, то она приносит золото игроку. Противник может отвоевать реликвию, разрушив монастырь. Сбор всех 5 реликвий и удержание их в течение определённого времени приводит к победе.
Можно победить, собрав все реликвии или построив Чудо света. Чудо света — большое здание, на постройку которого уходит много ресурсов и времени. Если Чудо света простоит определённое время, то игрок побеждает. О начале строительства Чуда уведомляются все игроки, расположение Чуда открывается на карте. У разных цивилизаций — разные Чудеса, но на их функции это не влияет.

## Оценки
| Сводный рейтинг | Сводный рейтинг |
| Агрегатор       | Оценка          |
| --------------- | --------------- |
| GameRankings    | 91,81 %         |